# Saint-Bernard (Ain)
Saint-Bernard – miejscowość i gmina we Francji, w regionie Owernia-Rodan-Alpy, w departamencie Ain.

## Demografia
Według danych na styczeń 2012 roku gminę zamieszkiwało 1439 osób, a gęstość zaludnienia wynosiła 456,8 osób/km².

## Galeria

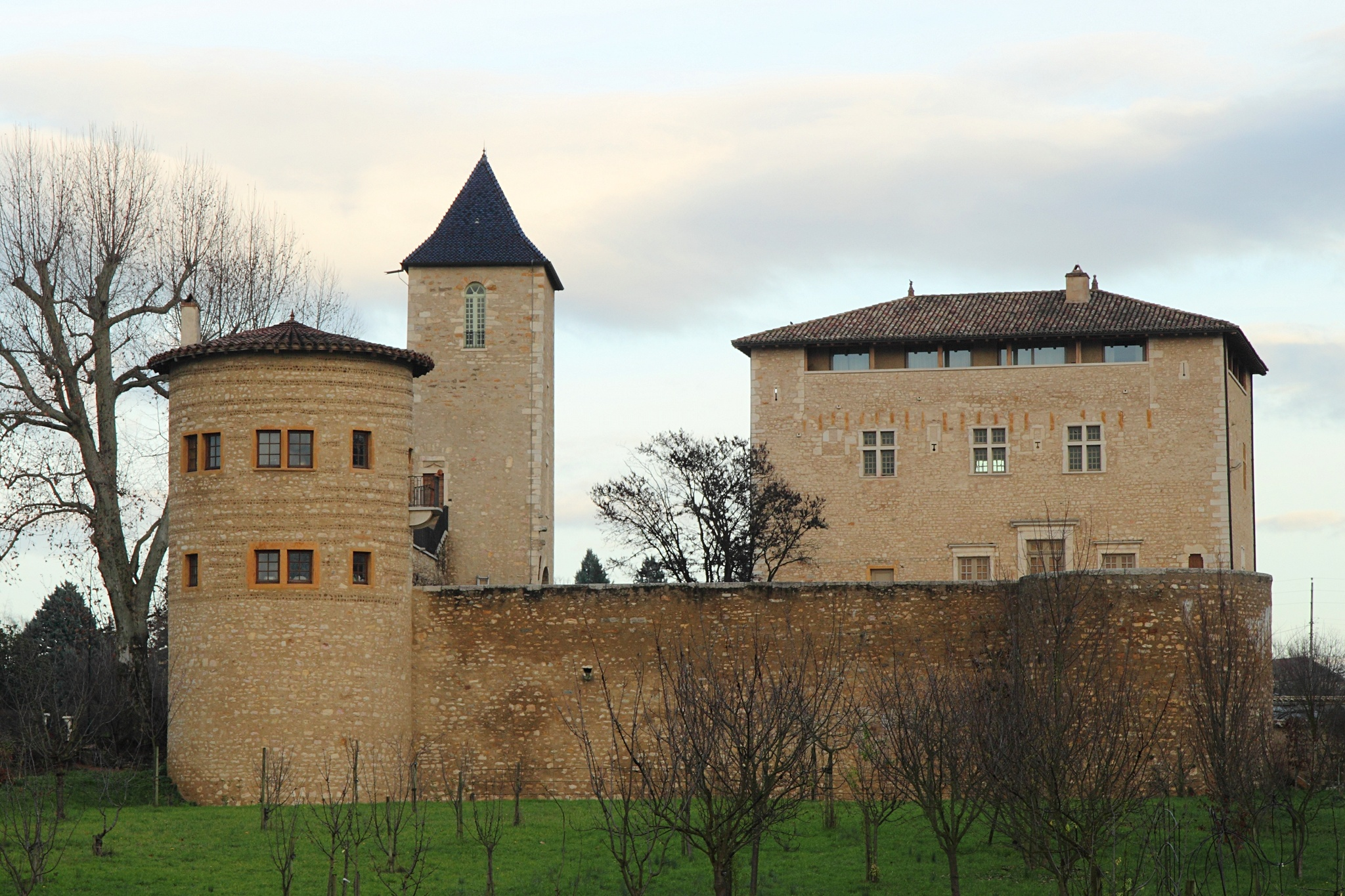
XIII wieczny Zamek Saint-Bernard (2012 r.)
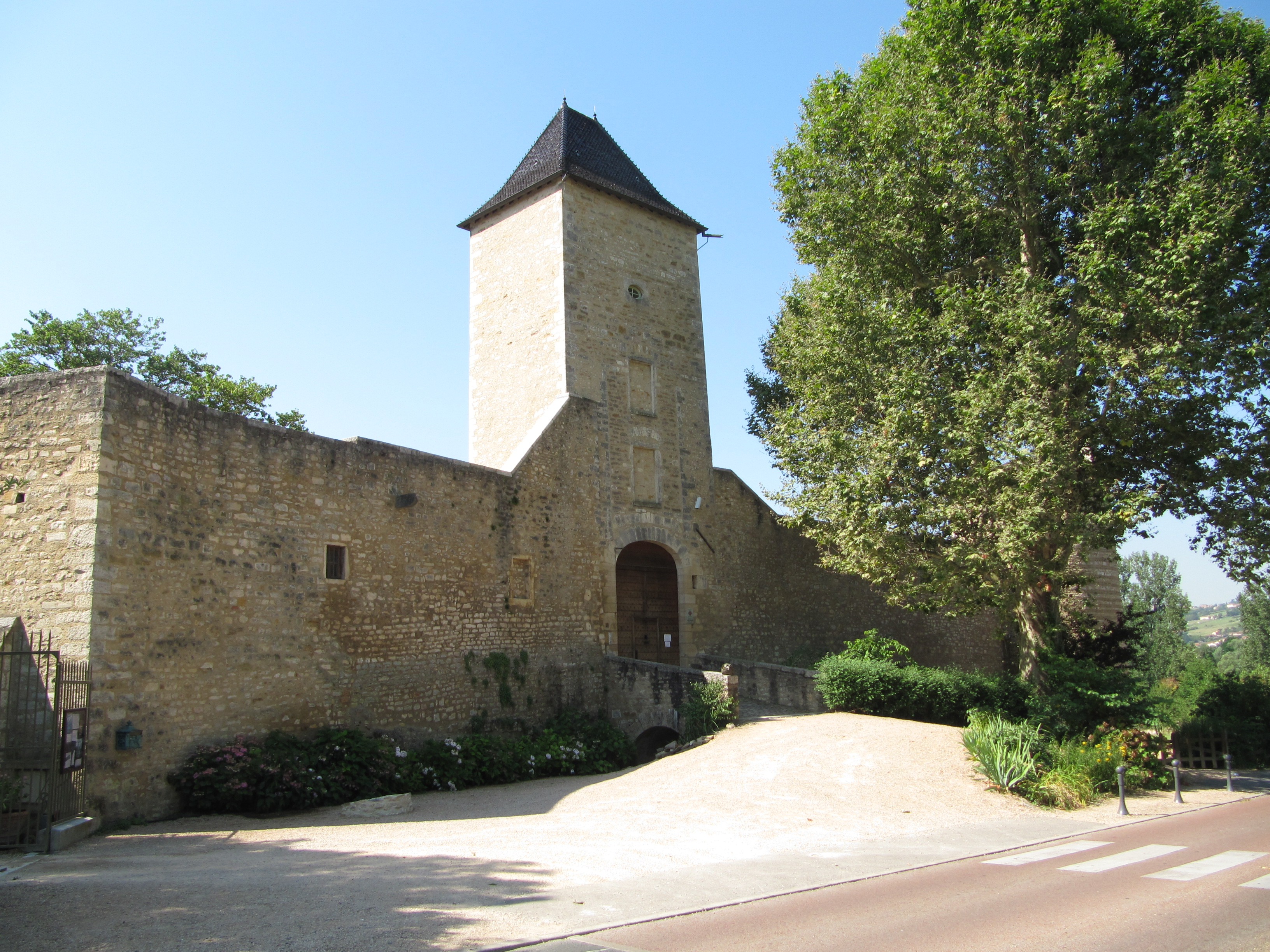
Brama zamkowa (2012 r.)
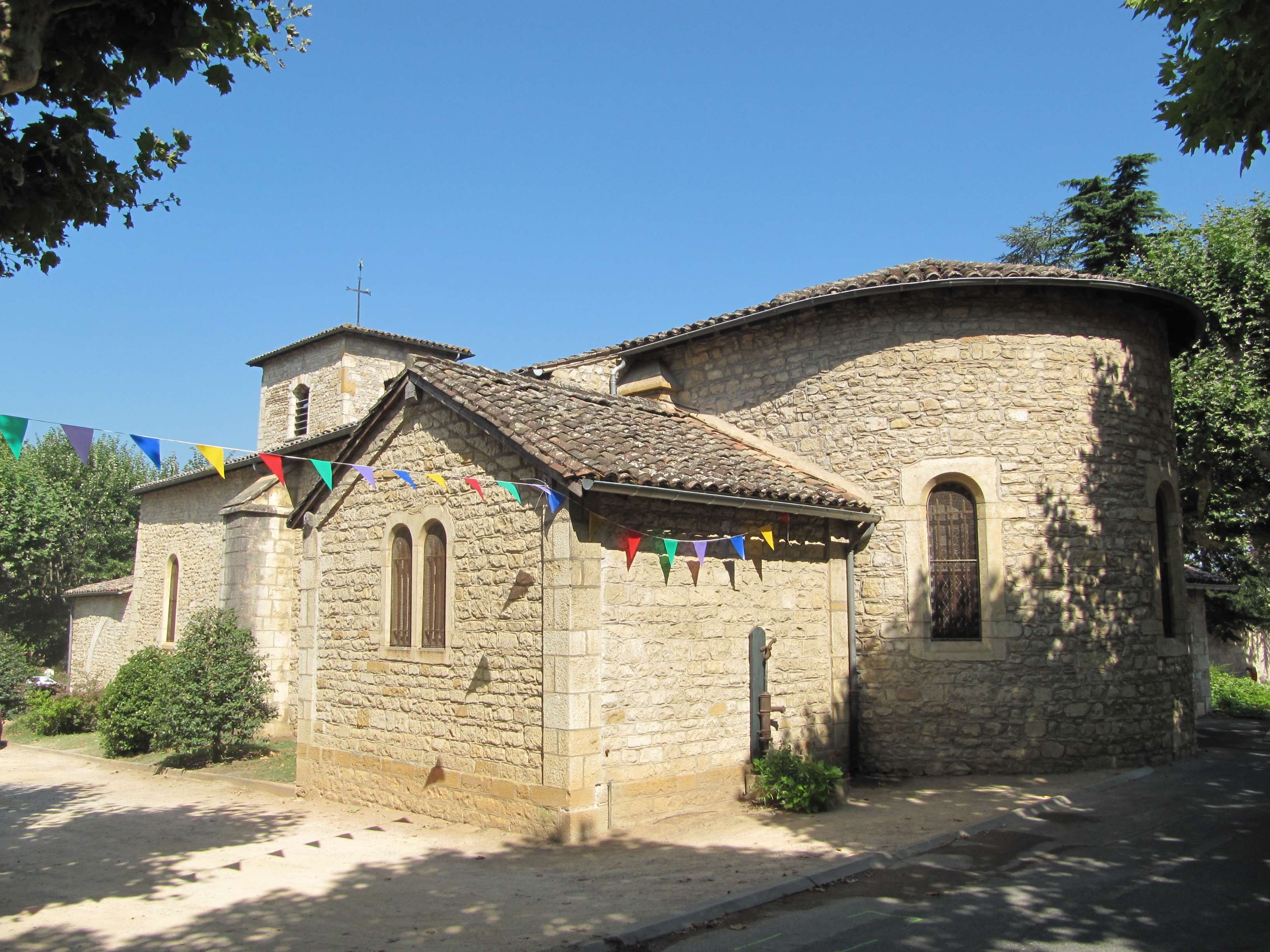
Kościół św. Bernarda (2012 r.)